# Associazione Sportiva Roma 1997-1998
Questa voce raccoglie le informazioni riguardanti l'Associazione Sportiva Roma nelle competizioni ufficiali della stagione 1997-1998.

## Stagione

Il nuovo allenatore giallorosso Zdeněk Zeman

Dopo il mediocre esito della stagione 1996-97, che era costata ai giallorossi la presenza in Europa, nella stagione 1997-1998 la società giallorossa affidò la propria panchina al boemo Zdeněk Zeman. Senza operare grossi stravolgimenti sul mercato, il gioco venne costruito attorno all'astro nascente Francesco Totti, con l’allenatore che impostò il ventunenne nel ruolo di mezza punta, con risultati apprezzabili dal punto di vista realizzativo.
Sotto il profilo agonistico, i capitolini riuscirono a far meglio dell'anno precedente, malgrado le quattro sconfitte in altrettante stracittadine — tra campionato e coppa — con la Lazio. La posizione finale fu il quarto posto con 59 punti, utile per partecipare alla successiva Coppa UEFA. In Coppa Italia i giallorossi entrarono in scena nel secondo turno eliminando il Verona, nel terzo turno superarono l'Udinese fino all'eliminazione nei quarti per mano della Lazio di Sven Goran Eriksson.

## Divise e sponsor
Lo sponsor tecnico era Diadora, mentre lo sponsor ufficiale INA Assitalia.
La prima divisa era costituita da maglia rossa, pantaloncini rossi e calzettoni rossi, tutti e tre presentanti decorazioni arancioni. In trasferta i Lupi usarono un kit costituito da una maglia bianca con colletto a polo arancione, pantaloncini bianchi, calzettoni bianchi, tutti e tre con decorazioni arancioni. Come terza divisa venne usato un kit costituito dallo stesso template della away, con il nero al posto del bianco.
| Casa | Trasferta | Terza divisa |

I portieri usano due divise: la prima simile alla third con anche decorazioni rosse, la seconda da maglia grigia, pantaloncini neri e calzettoni bianchi, tutti e tre presentanti decorazioni arancioni e nere.
| 1ª portiere | 2ª portiere |

## Organigramma societario
Di seguito l'organigramma societario.
Area direttiva
- Presidente: Franco Sensi
- Vicepresidente e amministratore delegato: Ciro Di Martino
- Consigliere tecnico: Nils Liedholm
- Direttore sportivo: Giorgio Perinetti
- Team Manager: Antonio Tempestilli
- Responsabile ufficio stampa: Dario Brugnoli

Area sanitaria
- Medico sociale: Ernesto Alicicco
- Massaggiatore: Giorgio Rossi

Area tecnica
- Allenatore: Zdeněk Zeman
- Allenatore in seconda: Ezio Sella
- Preparatore dei portieri: Vincenzo Cangelosi
- Allenatore Primavera: Aldo Maldera
- Preparatore atletico: Vito Scala

## Rosa

L'austriaco Michael Konsel, neoacquisto e primo portiere straniero nella storia della Roma.

Rosa aggiornata al termine della stagione.
| N. |                      | Ruolo | Calciatore             |
| -- | -------------------- | ----- | ---------------------- |
| 1  | Austria (bandiera)   | P     | Michael Konsel         |
| 2  | Brasile (bandiera)   | D     | Cafu                   |
| 3  | Italia (bandiera)    | D     | Filippo Dal Moro       |
| 4  | Italia (bandiera)    | C     | Luigi Di Biagio        |
| 5  | Francia (bandiera)   | D     | Vincent Candela        |
| 6  | Brasile (bandiera)   | D     | Aldair (vice capitano) |
| 7  | Brasile (bandiera)   | A     | Paulo Sérgio           |
| 8  | Italia (bandiera)    | C     | Cristiano Scapolo      |
| 9  | Argentina (bandiera) | A     | Abel Balbo (capitano)  |
| 10 | Italia (bandiera)    | A     | Francesco Totti        |
| 11 | Italia (bandiera)    | C     | Eusebio Di Francesco   |
| 12 | Italia (bandiera)    | P     | Antonio Chimenti       |

| N. |                    | Ruolo | Calciatore          |
| -- | ------------------ | ----- | ------------------- |
| 13 | Brasile (bandiera) | C     | Vágner              |
| 14 | Grecia (bandiera)  | A     | Lampros Choutos     |
| 15 | Italia (bandiera)  | D     | Cristian Servidei   |
| 16 | Italia (bandiera)  | D     | Matteo Pivotto      |
| 17 | Italia (bandiera)  | C     | Damiano Tommasi     |
| 18 | Spagna (bandiera)  | C     | Iván Helguera       |
| 19 | Italia (bandiera)  | C     | Carmine Gautieri    |
| 21 | Russia (bandiera)  | D     | Omari Tetradze      |
| 22 | Spagna (bandiera)  | D     | César Gómez         |
| 24 | Italia (bandiera)  | A     | Marco Delvecchio    |
| 25 | Italia (bandiera)  | D     | Fabio Petruzzi      |
| 30 | Brasile (bandiera) | D     | Antônio Carlos Zago |

## Calciomercato
Fonte:
| Acquisti | Acquisti             | Acquisti         | Acquisti             |
| R.       | Nome                 | da               | Modalità             |
| -------- | -------------------- | ---------------- | -------------------- |
| P        | Antonio Chimenti     | Salernitana      | definitivo (3 mld)   |
| P        | Michael Konsel       | Rapid Vienna     | definitivo (1 mld)   |
| P        | Andrea Campagnolo    | Cittadella       | definitivo (1 mld)   |
| D        | Cafu                 | Palmeiras        | definitivo (13 mld)  |
| D        | César Gómez          | Tenerife         | definitivo (6 mld)   |
| D        | Giorgio Lucenti      | Palermo          | definitivo (1.5 mld) |
| D        | Iván Helguera        | Albacete         | definitivo (5 mld)   |
| D        | Cristian Servidei    | Lecce            | definitivo (2 mld)   |
| D        | Antônio Carlos Zago  | Corinthians      | definitivo (7.2 mld) |
| D        | Filippo Dal Moro     | Empoli           | definitivo (3 mld)   |
| C        | Vágner               | Santos           | definitivo (8 mld)   |
| C        | Cristiano Scapolo    | Bologna          | definitivo           |
| C        | Eusebio Di Francesco | Piacenza         | definitivo           |
| A        | Paulo Sérgio         | Bayer Leverkusen | definitivo (6 mld)   |
| A        | Carmine Gautieri     | Perugia          | definitivo (4 mld)   |

| Cessioni | Cessioni            | Cessioni      | Cessioni           |
| R.       | Nome                | a             | Modalità           |
| -------- | ------------------- | ------------- | ------------------ |
| P        | Gianluca Berti      | Reggiana      | definitivo         |
| P        | Giampaolo Di Magno  | Carpi         | definitivo         |
| P        | Giovanni Cervone    | Brescia       | definitivo         |
| P        | Giorgio Sterchele   | Bologna       | definitivo         |
| D        | Amedeo Carboni      | Valencia      | definitivo (8 mld) |
| D        | Francesco Colonnese | Inter         | definitivo         |
| D        | Giorgio Lucenti     | Empoli        | prestito           |
| D        | Marco Lanna         | Salamanca UDS | svincolato         |
| D        | Enrico Annoni       | Celtic        | definitivo (1 mld) |
| D        | Lorenzo Stovini     | Vicenza       | definitivo         |
| C        | Jonas Thern         | Rangers       | svincolato         |
| C        | Antonino Bernardini | Perugia       | definitivo         |
| C        | Francesco Statuto   | Udinese       | definitivo         |
| A        | Francesco Moriero   | Inter         | svincolato         |
| A        | Daniel Fonseca      | Juventus      | definitivo (9 mld) |
| A        | Andrea Conti        | Carpi         | definitivo         |
| A        | Martin Dahlin       | Blackburn     | definitivo (7 mld) |

## Risultati

### Serie A

#### Girone di andata
| Arbitro: | Farina (Novi Ligure) |

|                       |           |                              |
| Cappellini 16’ (rig.) | Marcatori | 3’ Delvecchio 46’, 61’ Balbo |

| Roma 14 settembre 1997 2ª giornata | Roma            | 0 – 0 referto | Juventus | Stadio Olimpico\| Arbitro: \| Treossi (Forlì) \| |
| Arbitro:                           | Treossi (Forlì) |               |          |                                                  |

| Arbitro: | Tombolini (Ancona) |

|                                   |           |                 |
| Totti 48’ Di Biagio 62’ Balbo 68’ | Marcatori | 55’ F. Palmieri |

| Bologna 28 settembre 1997 4ª giornata | Bologna         | 0 – 0 referto | Roma | Stadio Renato Dall'Ara\| Arbitro: \| Bettin (Padova) \| |
| Arbitro:                              | Bettin (Padova) |               |      |                                                         |

| Arbitro: | Trentalange (Torino) |

|                                                               |           |                                     |
| Candela 16’ Gautieri 34’ Balbo 51’, 60’, 89’ Di Francesco 53’ | Marcatori | 71’ Altomare 87’ (rig.) C. Bellucci |

| Firenze 19 ottobre 1997 6ª giornata | Fiorentina      | 0 – 0 referto | Roma | Stadio Artemio Franchi\| Arbitro: \| Boggi (Salerno) \| |
| Arbitro:                            | Boggi (Salerno) |               |      |                                                         |

| Arbitro: | Collina (Viareggio) |

|                |           |                                         |
| Delvecchio 90’ | Marcatori | 47’ R. Mancini 57’ Casiraghi 84’ Nedvěd |

| Arbitro: | Pairetto (Nichelino) |

|           |           |                          |
| Volpi 36’ | Marcatori | 10’, 58’ Totti 34’ Balbo |

| Arbitro: | Cesari (Genova) |

|                            |           |                         |
| Balbo 28’ Paulo Sérgio 44’ | Marcatori | 1’ Luiso 45’ Ambrosetti |

| Arbitro: | Braschi (Prato) |

|  |           |                           |
|  | Marcatori | 9’ Totti 22’ Paulo Sérgio |

| Arbitro: | Farina (Novi Ligure) |

|                                               |           |  |
| Carrera 23’ (aut.) Totti 27’ Paulo Sérgio 32’ | Marcatori |  |

| Arbitro: | Messina (Bergamo) |

|                                                |           |  |
| Djorkaeff I 40’ Branca 49’ Petruzzi 71’ (aut.) | Marcatori |  |

| Arbitro: | Ceccarini (Livorno) |

|            |           |                  |
| Hübner 15’ | Marcatori | 90’ Paulo Sérgio |

| Arbitro: | Collina (Viareggio) |

|                  |           |                   |
| Balbo 59’ (rig.) | Marcatori | 49’, 56’ Bierhoff |

| Milano 11 gennaio 1998 15ª giornata | Milan           | 0 – 0 referto | Roma | Stadio Giuseppe Meazza\| Arbitro: \| Treossi (Forlì) \| |
| Arbitro:                            | Treossi (Forlì) |               |      |                                                         |

| Arbitro: | Pellegrino (Barcellona Pozzo di Gotto) |

|           |           |              |
| Aldair 6’ | Marcatori | 85’ Rastelli |

| Arbitro: | Trentalange (Torino) |

|                |           |                    |
| Mihajlović 33’ | Marcatori | 26’ (aut.) Mannini |

#### Girone di ritorno
| Arbitro: | Bettin (Padova) |

|                                       |           |                                |
| Balbo 22’, 74’, 87’ (rig.) Aldair 73’ | Marcatori | 60’ Bonomi 85’, 88’ Cappellini |

| Arbitro: | Messina (Bergamo) |

|                                     |           |                  |
| Zidane 47’ Del Piero 49’ Davids 65’ | Marcatori | 57’ Paulo Sérgio |

| Arbitro: | Racalbuto (Gallarate) |

|              |           |                                             |
| Atel'kin 77’ | Marcatori | 42’ (rig.) Balbo 48’ Di Biagio 86’ Gautieri |

| Arbitro: | Ceccarini (Livorno) |

|                                |           |              |
| Di Francesco 5’ Delvecchio 87’ | Marcatori | 9’ Kolyvanov |

| Arbitro: | Bazzoli (Merano) |

|  |           |                         |
|  | Marcatori | 54’ Totti 62’ Di Biagio |

| Arbitro: | Treossi (Forlì) |

|                                                |           |               |
| Paulo Sérgio 12’ Delvecchio 32’, 41’ Totti 56’ | Marcatori | 71’ Batistuta |

| Arbitro: | Boggi (Salerno) |

|                       |           |  |
| Bokšić 50’ Nedvěd 62’ | Marcatori |  |

| Arbitro: | Serena (Bassano del Grappa) |

|                            |           |               |
| Paulo Sérgio 2’ Aldair 78’ | Marcatori | 51’ Zambrotta |

| Arbitro: | Collina (Viareggio) |

|           |           |           |
| Luiso 24’ | Marcatori | 12’ Balbo |

| Arbitro: | Borriello (Mantova) |

|                            |           |                 |
| Totti 10’ Paulo Sérgio 25’ | Marcatori | 26’, 53’ Chiesa |

| Arbitro: | Ceccarini (Livorno) |

|  |           |                 |
|  | Marcatori | 3’ Di Francesco |

| Arbitro: | Cesari (Genova) |

|          |           |                  |
| Cafu 63’ | Marcatori | 50’, 75’ Ronaldo |

| Arbitro: | Trentalange (Torino) |

|                                                           |           |  |
| Di Biagio 25’ (rig.), 69’ Paulo Sérgio 33’, 66’ Totti 55’ | Marcatori |  |

| Arbitro: | Bazzoli (Merano) |

|                                        |           |                |
| Bierhoff 23’, 89’ Calori 59’ Poggi 74’ | Marcatori | 45’, 73’ Totti |

| Arbitro: | Farina (Novi Ligure) |

|                                                                       |           |  |
| Candela 16’ Di Biagio 20’ (rig.), 28’ Paulo Sérgio 39’ Delvecchio 82’ | Marcatori |  |

| Arbitro: | Braschi (Prato) |

|                                              |           |                                                    |
| Piovani 44’ (rig.) Murgita 57’ Valtolina 90’ | Marcatori | 45’ Di Francesco 52’ (rig.) Totti 86’ Paulo Sérgio |

| Arbitro: | Bolognino (Milano) |

|                          |           |  |
| Totti 24’ Delvecchio 90’ | Marcatori |  |

### Coppa Italia
| Arbitro: | Pellegrino (Barcellona Pozzo di Gotto) |

|                                                                                |           |                              |
| Balbo 24’ (rig.) Aldair 40’ Di Biagio 52’ Di Francesco 64’ Gonnella 84’ (aut.) | Marcatori | 25’, 43’ Aglietti 62’ Vanoli |

| Arbitro: | Ceccarini (Livorno) |

|              |           |                         |
| Siviglia 76’ | Marcatori | 8’ Aldair 59’ Di Biagio |

| Arbitro: | Bazzoli (Merano) |

|                            |           |                        |
| Locatelli 28’ Bierhoff 79’ | Marcatori | 65’ Totti 82’ Gautieri |

| Arbitro: | Farina (Novi Ligure) |

|                                 |           |           |
| Paulo Sérgio 23’ Delvecchio 51’ | Marcatori | 46’ Poggi |

| Arbitro: | Rodomonti (Teramo) |

|                                                       |           |                  |
| Bokšić 3’ Jugović 33’ (rig.) R. Mancini 75’ Fuser 81’ | Marcatori | 39’ (rig.) Balbo |

| Arbitro: | Bolognino (Milano) |

|                  |           |                                 |
| Paulo Sérgio 54’ | Marcatori | 45’ (rig.) Jugović 90’ Gottardi |

## Statistiche
Statistiche aggiornate al 16 maggio 1998.

### Statistiche di squadra
| Competizione | Punti | In casa | In casa | In casa | In casa | In casa | In casa | In trasferta | In trasferta | In trasferta | In trasferta | In trasferta | In trasferta | Totale | Totale | Totale | Totale | Totale | Totale | DR  |
| Competizione | Punti | G       | V       | N       | P       | Gf      | Gs      | G            | V            | N            | P            | Gf           | Gs           | G      | V      | N      | P      | Gf     | Gs     | DR  |
| ------------ | ----- | ------- | ------- | ------- | ------- | ------- | ------- | ------------ | ------------ | ------------ | ------------ | ------------ | ------------ | ------ | ------ | ------ | ------ | ------ | ------ | --- |
| Serie A      | 59    | 17      | 10      | 4       | 3       | 44      | 21      | 17           | 6            | 7            | 4            | 23           | 21           | 34     | 16     | 11     | 7      | 67     | 42     | +25 |
| Coppa Italia |       | 3       | 2       | 0       | 1       | 8       | 6       | 3            | 1            | 1            | 1            | 5            | 7            | 6      | 3      | 1      | 2      | 13     | 13     | 0   |
| Totale       |       | 20      | 12      | 4       | 4       | 52      | 27      | 20           | 7            | 8            | 5            | 28           | 28           | 40     | 19     | 12     | 9      | 80     | 55     | +25 |

### Andamento in campionato
| Giornata  | 1 | 2 | 3 | 4 | 5 | 6 | 7 | 8 | 9 | 10 | 11 | 12 | 13 | 14 | 15 | 16 | 17 | 18 | 19 | 20 | 21 | 22 | 23 | 24 | 25 | 26 | 27 | 28 | 29 | 30 | 31 | 32 | 33 | 34 |
| --------- | - | - | - | - | - | - | - | - | - | -- | -- | -- | -- | -- | -- | -- | -- | -- | -- | -- | -- | -- | -- | -- | -- | -- | -- | -- | -- | -- | -- | -- | -- | -- |
| Luogo     | T | C | C | T | C | T | C | T | C | T  | C  | T  | T  | C  | T  | C  | T  | C  | T  | T  | C  | T  | C  | T  | C  | T  | C  | T  | C  | C  | T  | C  | T  | C  |
| Risultato | V | N | V | N | V | N | P | V | N | V  | V  | P  | N  | P  | N  | N  | N  | V  | P  | V  | V  | V  | V  | P  | V  | N  | N  | V  | P  | V  | P  | V  | N  | V  |
| Posizione | 2 | 5 | 4 | 4 | 2 | 4 | 4 | 4 | 4 | 3  | 3  | 5  | 5  | 5  | 7  | 7  | 8  | 7  | 8  | 8  | 7  | 7  | 5  | 6  | 5  | 5  | 5  | 4  | 5  | 4  | 6  | 6  | 6  | 4  |

Fonte:  Italy » Serie A 1997/1998 » Results & Tables, su worldfootball.net.
Legenda:

Luogo: C = Casa; T = Trasferta. Risultato: V = Vittoria; N = Pareggio; P = Sconfitta.

### Statistiche dei giocatori[16]
| Giocatore       | Serie A  | Serie A | Serie A     | Serie A    | Coppa Italia | Coppa Italia | Coppa Italia | Coppa Italia | Totale   | Totale | Totale      | Totale     |
| Giocatore       | Presenze | Reti    | Ammonizioni | Espulsioni | Presenze     | Reti         | Ammonizioni  | Espulsioni   | Presenze | Reti   | Ammonizioni | Espulsioni |
| --------------- | -------- | ------- | ----------- | ---------- | ------------ | ------------ | ------------ | ------------ | -------- | ------ | ----------- | ---------- |
| Aldair          | 28       | 3       | ?           | ?          | 6            | 2            | ?            | ?            | 34       | 5      | ?           | ?          |
| A. Balbo        | 28       | 14      | ?           | ?          | 3            | 2            | ?            | ?            | 31       | 16     | ?           | ?          |
| Cafu            | 31       | 1       | ?           | ?          | 5            | 0            | ?            | ?            | 36       | 1      | ?           | ?          |
| V. Candela      | 32       | 2       | ?           | ?          | 6            | 0            | ?            | ?            | 38       | 2      | ?           | ?          |
| A. Chimenti     | 8        | -4      | ?           | ?          | 1            | -3           | ?            | ?            | 9        | -7     | ?           | ?          |
| F. Dal Moro     | 7        | 0       | ?           | ?          | 1            | 0            | ?            | ?            | 8        | 0      | ?           | ?          |
| M. Delvecchio   | 27       | 7       | ?           | ?          | 5            | 1            | ?            | ?            | 32       | 8      | ?           | ?          |
| L. Di Biagio    | 30       | 7       | ?           | ?          | 6            | 2            | ?            | ?            | 36       | 9      | ?           | ?          |
| E. Di Francesco | 33       | 4       | ?           | ?          | 5            | 1            | ?            | ?            | 38       | 5      | ?           | ?          |
| C. Gautieri     | 17       | 2       | ?           | ?          | 4            | 1            | ?            | ?            | 21       | 3      | ?           | ?          |
| C. Gómez        | 3        | 0       | ?           | ?          | -            | -            | -            | -            | 3        | 0      | 0+          | 0+         |
| I. Helguera     | 8        | 0       | ?           | ?          | 1            | 0            | ?            | ?            | 9        | 0      | ?           | ?          |
| M. Konsel       | 29       | -38     | ?           | ?          | 5            | -10          | ?            | ?            | 34       | -48    | ?           | ?          |
| Paulo Sérgio    | 34       | 12      | ?           | ?          | 6            | 2            | ?            | ?            | 40       | 14     | ?           | ?          |
| F. Petruzzi     | 25       | 0       | ?           | ?          | 5            | 0            | ?            | ?            | 30       | 0      | ?           | ?          |
| M. Pivotto      | 7        | 0       | ?           | ?          | -            | -            | -            | -            | 7        | 0      | 0+          | 0+         |
| C. Scapolo      | 7        | 0       | ?           | ?          | 1            | 0            | ?            | ?            | 8        | 0      | ?           | ?          |
| C. Servidei     | 6        | 0       | ?           | ?          | 3            | 0            | ?            | ?            | 9        | 0      | ?           | ?          |
| O. Tetradze     | 7        | 0       | ?           | ?          | -            | -            | -            | -            | 7        | 0      | 0+          | 0+         |
| D. Tommasi      | 33       | 0       | ?           | ?          | 6            | 0            | ?            | ?            | 39       | 0      | ?           | ?          |
| F. Totti        | 30       | 13      | ?           | ?          | 6            | 1            | ?            | ?            | 36       | 14     | ?           | ?          |
| Vágner          | 11       | 0       | ?           | ?          | 5            | 0            | ?            | ?            | 16       | 0      | ?           | ?          |
| A.C. Zago       | 12       | 0       | ?           | ?          | -            | -            | -            | -            | 12       | 0      | 0+          | 0+         |